# Gemeinschaftswaschküche (Deutschland)

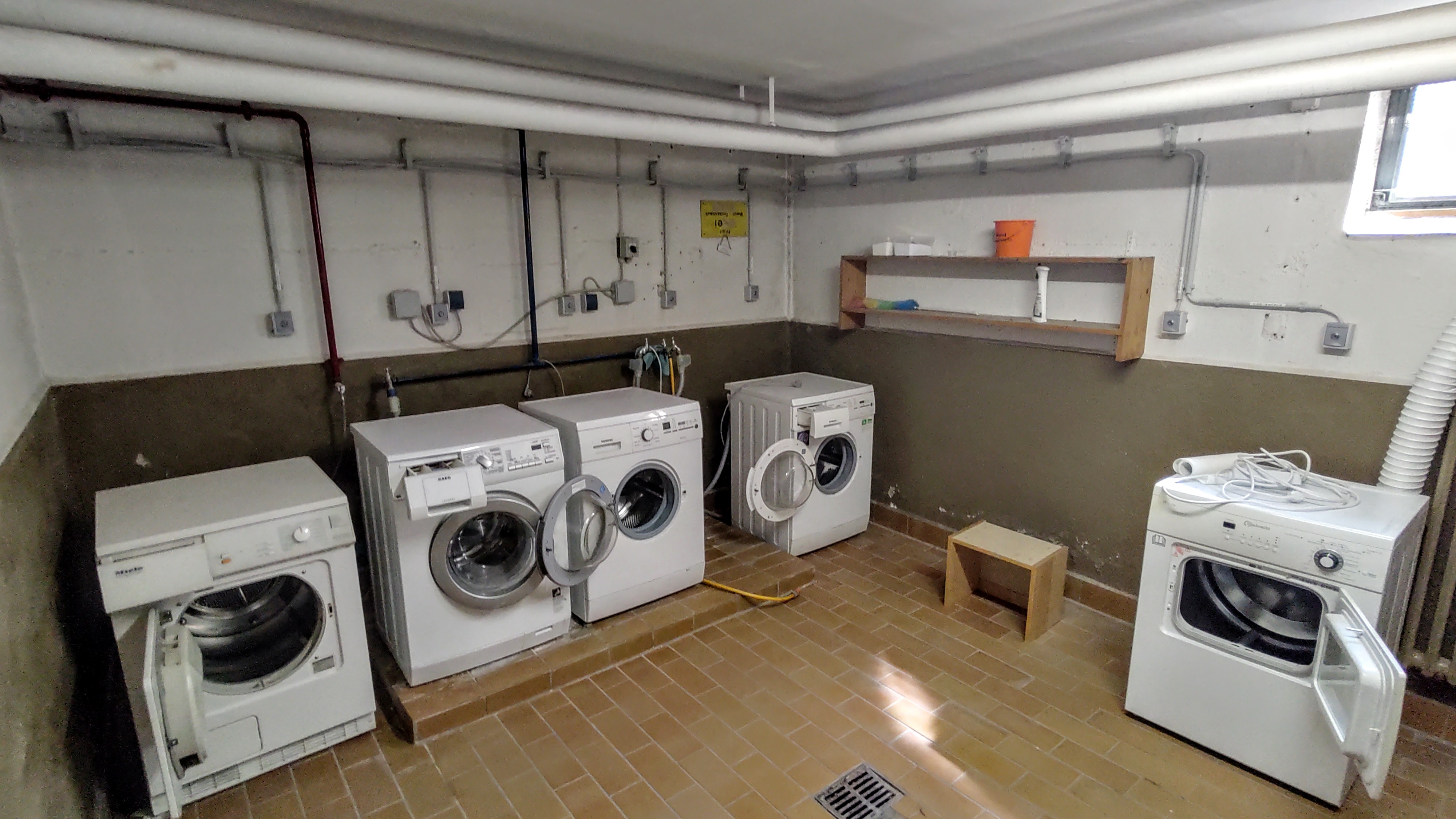
Waschmaschinen und Trockner in der Gemeinschaftswaschküche eines Mehrfamilienhauses

Die Gemeinschaftswaschküche ist eine vom Vermieter außerhalb der Mietwohnung zur Verfügung gestellte Räumlichkeit zur Aufstellung von Waschmaschinen und/oder Wäschetrocknern. In der Gemeinschaftswaschküche können sowohl Geräte aufgestellt werden, die den Mietern gehören als auch Geräte, die der Vermieter den Mietern zur Benutzung überlässt. Wichtig ist, dass die Betriebskosten den einzelnen Mietern zugeordnet werden können.
Die Gemeinschaftswaschküchen gehen zurück auf die öffentlichen Waschplätze und Waschküchen des Mittelalters.

## Bedeutung im Mietrecht
Im deutschen Wohnraummietrecht gehören die Kosten des Betriebs der Einrichtungen für die Wäschepflege zu den umlagefähigen Betriebskosten im Sinne der Betriebskostenverordnung (§ 2 Nr. 16 BetrKV in Verbindung mit § 556 BGB). Hierzu gehören die Kosten des Betriebsstroms, die Kosten der Überwachung, Pflege und Reinigung der Einrichtungen, der regelmäßigen Prüfung ihrer Betriebsbereitschaft und Betriebssicherheit sowie die Kosten der Wasserversorgung, soweit diese nicht bereits über einen Wasserzähler gem. § 2 Nr. 2 BetrKV berücksichtigt sind. Die Kosten der Verbrauchserfassung und der Abrechnung sind dagegen nicht umlagefähig. Sie bleiben Aufgabe und Last des Vermieters.
Für Sozialwohnungen bestimmt § 25 der Neubaumietenverordnung (NMV) ergänzend, dass für die Kosten der Instandhaltung ein Erfahrungswert als Pauschbetrag angesetzt werden darf. Die Betriebs- und Instandhaltungskosten der Einrichtungen für die Wäschepflege dürfen nur auf die Benutzer der Einrichtung umgelegt werden. Der Umlegungsmaßstab muss dem Gebrauch Rechnung tragen. Vorauszahlungen auf den voraussichtlichen Umlegungsbetrag sind nicht zulässig.
Stellt der Vermieter Wascheinrichtungen zur Verfügung, die der Mieter gegen Zahlung eines Entgeltes nutzen kann (Münzgeräte), ist mit dem Münzeinwurf durch den Mieter der Kostenaufwand abgegolten. Darüber hinausgehende Kosten der Wäschepflege (z. B. Verwaltungsaufwand) darf der Vermieter dann regelmäßig nicht mehr auf den Mieter umlegen.
Soweit die eingeworfenen Münzen lediglich als Vorauszahlung auf die entstehenden Kosten der Wäschepflege vereinbart sind, muss diese angemessen sein (§ 556 Abs. 2 BGB) und eine Abrechnung erfolgen. Ein eventueller Mehrerlös ist nach dem für die Nebenkosten vereinbarten Umlageschlüssel auf die Mieter aufzuteilen.
Die Strom- und Wasserkosten einer vom Mieter selbst in seiner Wohnung aufgestellten Waschmaschine sind dem Mieter ohne weiteres direkt zuzuordnen, da die vorhandenen Strom- und Wasseranschlüsse dort nur von dem betreffenden Mieter genutzt werden.
Ist die Gemeinschaftswaschküche im Mietvertrag nicht eigens erwähnt, gilt sie nicht als von dem Vermieter gem. § 535 Abs. 1 BGB zu gewährenden Mietgebrauch umfasst – zumindest, wenn das Waschen und Trocknen von Wäsche auch in den Wohnungen prinzipiell möglich ist. Mieter können in diesem Fall nicht verhindern, dass der Vermieter die Waschküche schließt. Etwas anderes gilt, wenn laut Mietvertrag eine „Gemeinschaftswaschküche im Kellergeschoss“ zur Ausstattung der Wohnungen gehört. Dann darf sie nicht entfernt werden, ohne den Mietern einen Ausgleich anzubieten.
Unter bestimmten Voraussetzungen kann ein Mieterhöhungsverlangen auf das Vorhandensein einer Gemeinschaftswaschküche als wohnwerterhöhende Anlage gestützt werden.
Mieter sind verpflichtet, die im Rahmen einer Hausordnung bestehenden Benutzungsregeln für die Gemeinschaftsräume einzuhalten, sofern diese sachgerecht und nachvollziehbar ist.